# Cacá Bueno
Carlos Eduardo dos Santos Galvão Bueno Filho, mais conhecido como Cacá Bueno (Rio de Janeiro, 24 de julho de 1976), é um automobilista brasileiro, campeão da Stock Car Light (1997), pentacampeão da Stock Car Brasil (2006, 2007, 2009, 2011 e 2012) e tricampeão da Copa Fiat (2010, 2011, 2012). É irmão de Popó Bueno, também piloto da Stock Car, e filho mais velho do narrador e apresentador de televisão Galvão Bueno.
Seu carro é o de número 0 da montadora Chevrolet. Cacá foi o primeiro piloto a ser campeão da categoria com um carro da Mitsubishi. É um dos pilotos mais bem sucedidos da história, sendo campeão em 2006, 2007, 2009, 2011 e 2012, vice em 2003, 2004, 2005 e 2010. Possui 36 vitórias, 79 pódios, 37 poles e 19 voltas mais rápidas, além de três hat-tricks.

## Carreira
Cacá começou a carreira automobilística no kart aos 12 anos, em 1988, ano em que disputou o Campeonato Carioca de Kart. No ano seguinte foi campeão da Copa de Prata de Kart e em 1992, campeão paulista de kart. Em 1995 disputou a Copa Fiat Uno e foi escolhido o melhor debutante do ano.
Cacá estreou na categoria principal da Stock Car em 2002, terminando o campeonato na quarta colocação e recebendo o troféu de Novato do Ano.
Em 2006 conquistou o título de campeão da Stock Car.
Em 2007 tornou-se bicampeão da Stock Car.
Em 2009, conquistou o tricampeonato antecipado durante a etapa de Tarumã, após o rival Ricardo Mauricio abandonar a prova com um pneu furado.
Em 2010 Cacá Bueno foi até o deserto de sal americano de Bonneville Salt Flats para bater o recorde de velocidade de um stock car, alcançando a marca de 345 km/h. No mesmo ano, o piloto foi campeão da primeira edição do Trofeo Linea Fiat.

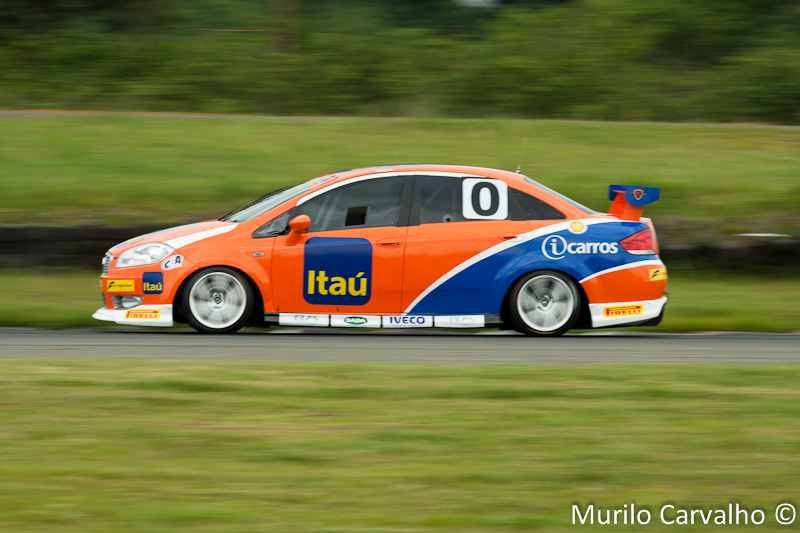
Cacá Bueno na ultima etapa do Trofeo Linea 2011 em Nova Santa Rita, RS

No dia 25 de outubro de 2011, Cacá se consagrou bicampeão antecipado do Trofeo Linea Fiat, ao vencer a nona etapa do campeonato, disputada em Curitiba, Paraná.
Ainda no mesmo ano, o piloto conquistou o tetracampeonato da Stock Car. O seu concorrente direto ao título, Max Wilson se envolveu em um acidente com mais de cinco carros; tudo acontecendo na última volta da etapa de Nova Santa Rita, Rio Grande do Sul, no circuito do Velopark.
Em 2012, Cacá foi tricampeão do Trofeo Linea Fiat. Nos três anos que houve o campeonato, Caca venceu todos, obtendo 13 vitórias e 21 pódios em 36 corridas. Ainda em 2012 tornou-se pentacampeão da Stock Car.

## Equipes na Stock Car
| Ano   | Equipe          | Carro             | Etapas Disputadas | Vitórias | Pódios | Poles | Voltas Mais Rápidas | Pontos | Classificação |
| ----- | --------------- | ----------------- | ----------------- | -------- | ------ | ----- | ------------------- | ------ | ------------- |
| 2002  | Action Power    | Chevrolet Vectra  | 12                | 3        | 7      | 0     | 0                   | 153    | 3º            |
| 2003  | RS Competições  | Chevrolet Vectra  | 12                | 1        | 7      | 2     | 1                   | 139    | 2º            |
| 2004  | Action Power    | Chevrolet Astra   | 11                | 3        | 5      | 2     | 2                   | 153    | 2º            |
| 2005  | Action Power    | Chevrolet Astra   | 12                | 4        | 5      | 3     | 0                   | 155    | 2º            |
| 2006  | RC Competições  | Mitsubishi Lancer | 12                | 4        | 5      | 2     | 1                   | 257    | Campeão       |
| 2007  | RC Competições  | Mitsubishi Lancer | 12                | 3        | 5      | 0     | 1                   | 278    | Campeão       |
| 2008  | RC Competições  | Mitsubishi Lancer | 12                | 2        | 4      | 2     | 3                   | 243    | 4º            |
| 2009  | Red Bull Racing | Peugeot 307       | 12                | 1        | 8      | 3     | 1                   | 300    | Campeão       |
| 2010  | Red Bull Racing | Peugeot 307       | 12                | 2        | 3      | 3     | 1                   | 264    | 2°            |
| 2011  | Red Bull Racing | Peugeot 408       | 12                | 3        | 6      | 6     | 3                   | 271    | Campeão       |
| 2012  | Red Bull Racing | Chevrolet Sonic   | 12                | 3        | 5      | 4     | 1                   | 195    | Campeão       |
| 2013  | Red Bull Racing | Chevrolet Sonic   | 12                | 2        | 3      | 1     | 0                   | 196    | 3°            |
| 2014  | Red Bull Racing | Chevrolet Sonic   | 21                | 0        | 3      | 2     | 1                   | 191    | 3°            |
| Total | Total           | Total             | 164               | 31       | 66     | 30    | 15                  | 2795   |               |

## Resultados

### Stock Car
Corrida em negrito significa pole position; corrida em itálico significa volta mais rápida.
| Ano  | Equipe          | Carro             | 1       | 2       | 3       | 4       | 5       | 6       | 7      | 8       | 9       | 10      | 11     | 12     | Classificação | Pontos |
| ---- | --------------- | ----------------- | ------- | ------- | ------- | ------- | ------- | ------- | ------ | ------- | ------- | ------- | ------ | ------ | ------------- | ------ |
| 2002 | Action Power    | Chevrolet Vectra  | RIO Ret | CTB 2   | SAO 14  | LON Ret | CGD Ret | SAO 3   | RIO 1  | GUA 1   | BSB 2   | CTB Ret | LON 1  | SAO 2  | 3º            | 153    |
| 2003 | RS Competições  | Chevrolet Vectra  | CTB 3   | CGD 15  | SAO 3   | RIO 14  | LON 9   | SAO 15  | CTB 3  | CGD 2   | RIO 1   | BSB 11  | CTB 3  | SAO 3  | 2º            | 139    |
| 2004 | Action Power    | Chevrolet Astra   | CTB EX  | SAO 3   | TAR 1   | LON Ret | RIO 4   | SAO 1   | CTB 11 | LON 2   | RIO 7   | BSB Ret | CGD 1  | SAO 4  | 2°            | 153    |
| 2005 | Action Power    | Chevrolet Astra   | SAO 1   | CTB 1   | RIO 2   | SAO 5   | CTB 4   | LON Ret | BSB 1  | SCZ 1   | TAR 14  | ARG 18  | RIO 13 | SAO 4  | 2°            | 155    |
| 2006 | RC Competições  | Mitsubishi Lancer | SAO 1   | CTB Ret | CGD 1   | SAO 1   | LON 1   | CTB 16  | SCZ 3  | BSB Ret | TAR 5   | ARG 7   | RIO 14 | SAO 8  | 1°            | 257    |
| 2007 | RC Competições  | Mitsubishi Lancer | SAO 7   | CTB Ret | CGD 4   | SAO 2   | LON 4   | SCZ 1   | CTB 1  | BSB 26  | ARG 1   | TAR 2   | RIO 10 | SAO 29 | 1°            | 278    |
| 2008 | RC Competições  | Mitsubishi Lancer | SAO 3   | BSB Ret | CTB 5   | SCZ 1   | CGD Ret | SAO 3   | RIO 9  | LON 8   | CTB Ret | BSB 17  | TAR 1  | SAO 12 | 4°            | 243    |
| 2009 | Red Bull Racing | Peugeot 307       | SAO 13  | CTB 2   | BSB Ret | SCZ 2   | SAO 3   | SAL 1   | RIO 2  | CGD 9   | CTB 3   | BSB 3   | TAR 3  | SAO 5  | 1º            | 300    |
| 2010 | Red Bull Racing | Peugeot 307       | SAO 14  | CTB 9   | VEL 6   | RIO 7   | RBP 9   | SAL 1   | SAO 4  | CGD DSQ | LON 2   | SCZ 12  | BSB 1  | CTB 7  | 2º            | 264    |
| 2011 | Red Bull Racing | Peugeot 408       | CTB 11  | SAO 1   | RBP 3   | VEL 7   | CGD 13  | RIO 1   | SAO 22 | SAL 11  | SCZ 3   | LON 1   | BSB 3  | VEL 11 | 1º            | 271    |
| 2012 | Red Bull Racing | Chevrolet Sonic   | SAO 1   | CTB Ret | VEL 1   | RBP 2   | LON 1   | RIO 8   | SAL 6  | CAS 25  | TAR 5   | CTB 5   | BSB 9  | SAO 3  | 1º            | 195    |
| 2013 | Red Bull Racing | Chevrolet Sonic   | SAO 1   | CTB 5   | TAR 5   | SAL 4   | BSB 1   | CAS 11  | RBP 4  | CAS 7   | VEL 15  | CTB 5   | BSB 25 | SAO 3  | 3º            | 196    |

### Stock Car após 2014
Corrida em negrito significa pole position; corrida em itálico significa volta mais rápida.
| Ano  | Equipe          | Carro           | 1       | 2     | 3       | 4      | 5      | 6       | 7      | 8      | 9     | 10      | 11     | 12     | 13     | 14     | 15     | 16     | 17     | 18      | 19      | 20     | 21     | 22     | Classificação | Pontos |
| ---- | --------------- | --------------- | ------- | ----- | ------- | ------ | ------ | ------- | ------ | ------ | ----- | ------- | ------ | ------ | ------ | ------ | ------ | ------ | ------ | ------- | ------- | ------ | ------ | ------ | ------------- | ------ |
| 2014 | Red Bull Racing | Chevrolet Sonic | SAO 7   | SCZ 2 | SCZ 10  | BSB 20 | BSB 3  | GOI Ret | GOI 8  | GOI 8  | CAS 4 | CAS Ret | CTB 5  | CTB 4  | VEL 2  | VEL 8  | SCZ 15 | SCZ 14 | TAR 14 | TAR 4   | SAL Ret | SAL 10 | CTB 4  |        | 3º            | 191    |
| 2015 | Red Bull Racing | Chevrolet Sonic | GOI 4   | RPB 1 | RPB Ret | VEL 5  | VEL 2  | CTB 7   | CTB 5  | SCZ 6  | SCZ 3 | CTB     | CTB    | GOI 9  | CAS 5  | CAS 5  | CGD 10 | CGD 2  | CTB 13 | CTB Ret | TAR 9   | TAR 1  | SAO 20 |        | 2º            | 214    |
| 2016 | Red Bull Racing | Chevrolet Sonic | CTB Ret |       |         |        |        |         |        |        |       |         |        |        |        |        |        |        |        |         |         |        |        |        | 9º            | 186    |
| 2016 | Red Bull Racing | Chevrolet Cruze |         | VEL 1 | VEL 11  | GOI 20 | GOI 6  | SCZ 18  | SCZ 7  | TAR 20 | TAR 5 | CAS 1   | CAS 12 | SAO 18 | LON 7  | LON 15 | CUR 8  | CUR 15 | GOI 22 | GOI Ret | CRI 16  | CRI 24 | SAO 4  |        | 9º            | 186    |
| 2017 | Cimed Racing    | Chevrolet Cruze | GOI 7   | GOI 9 | VEL 2   | VEL 17 | SCZ 10 | SCZ 13  | CAS 12 | CAS 14 | CUR 3 | CRI 7   | CRI 8  | VCA 2  | VCA 10 | LON 7  | LON 10 | ARG 19 | ARG 5  | TAR 18  | TAR 8   | GOI 12 | GOI 3  | SAO 17 | 9º            | 225    |

### Copa Fiat Brasil
Corrida em negrito significa pole position; corrida em itálico significa volta mais rápida.
| Ano  | Equipe         | Carro      | 1       | 2     | 3      | 4     | 5     | 6       | 7     | 8       | 9     | 10    | 11    | 12      | Classificação | Pontos |
| ---- | -------------- | ---------- | ------- | ----- | ------ | ----- | ----- | ------- | ----- | ------- | ----- | ----- | ----- | ------- | ------------- | ------ |
| 2010 | GT Competições | Fiat Linea | RIO Ret | RIO 5 | LON 13 | LON 8 | SAO 1 | SAO 2   | CTB 3 | CTB DSQ | BSB 1 | BSB 2 | SCZ 7 | SCZ 1   | 1º            | 102    |
| 2011 | GT Competições | Fiat Linea | SAO Ret | SAO 1 | BSB 1  | BSB 3 | LON 1 | LON 1   | SAO 9 | SAO 4   | CTB 1 | CTB 4 | VEL 4 | VEL 10  | 1º            | 128    |
| 2012 | GT Competições | Fiat Linea | LON 1   | GOI 2 | GOI 9  | CTB 1 | CTB 1 | CTB Ret | SAO 3 | SAO 1   | BSB 1 | BSB 2 | VEL 2 | VEL DNS | 1º            | 142    |